# Дом отдыха «Ленстроитель»
Дом отдыха «Ленстроитель» — посёлок в Рощинском городском поселении Выборгского района Ленинградской области.

## История
Административными данными за 1966 год посёлок Дом отдыха «Ленстроитель» в составе Выборгского района не учитывался.
Согласно административным данным 1973 и 1990 годов посёлок Дом отдыха «Ленстроитель» находился в составе Цвелодубовского сельсовета.
В 1997 году в посёлке Дом отдыха «Ленстроитель» Цвелодубовской волости проживал 201 человек, в 2002 году — 49 человек (русские — 84 %).
В 2007 году в посёлке Дом отдыха «Ленстроитель» Рощинского ГП проживали 14 человек, в 2010 году — 6 человек.

## География
Посёлок расположен в юго-восточной части района к северу от автодороги 41К-088 (Голубые Озёра — Поляны).
Расстояние до административного центра поселения — 14 км.
Расстояние до ближайшей железнодорожной станции Каннельярви — 6 км. 
Посёлок находится на западном берегу озера Победное.

## Демография
| 2007 | 2010 | 2017 | 2021 |
| ---- | ---- | ---- | ---- |
| 49   | ↘6   | ↗27  | ↘14  |

## Улицы
Зелёный Город.